# Mihai Pintilii
Mihai Pintilii (Iași, 9 de novembro de 1984) é um futebolista profissional romeno que atua como volante, atualmente defende o Steaua București.

## Carreira
Mihai Pintilii fez parte do elenco da Seleção Romena de Futebol da Eurocopa de 2016.